# Thymus lanceolatus
Thymus lanceolatus — вид рослин родини глухокропивові (Lamiaceae), ендемік Алжиру.

## Опис
Вид характеризується довгими ланцетними листками й великими суцвіттями рожевих квітів.

## Поширення
Ендемік північного Алжиру.